# Cacia griseovittata
Cacia griseovittata är en skalbaggsart som beskrevs av Stefan von Breuning 1974. Cacia griseovittata ingår i släktet Cacia och familjen långhorningar.
Artens utbredningsområde är Filippinerna. Inga underarter finns listade.